# ويلسون كونتريرز (لاعب كرة قاعدة)
ويلسون كونتريرز (بالإسبانية: Willson Contreras)‏ هو لاعب كرة قاعدة فنزويلي، ولد في 13 مايو 1992 في بويرتو كابيلو في فنزويلا.

## وصلات خارجية
- ويلسون كونتريرز على موقع دوري كرة القاعدة الرئيسي (الإنجليزية)
- ويلسون كونتريرز على موقعبيزبول رفرنس.كوم (الدوري الرئيسي) (الإنجليزية)
- ويلسون كونتريرز على موقعبيزبول رفرنس.كوم (الدوري الثانوي) (الإنجليزية)
- ويلسون كونتريرز على موقع إي إس بي إن.كوم (أم.أل.بي) (الإنجليزية)
- ويلسون كونتريرز على موقع مشجعي الرسوم البيانية (الإنجليزية)